# Модель Кондратьева
Моде́ль Кондра́тьева — математическая модель экономической динамики капиталистического хозяйства, предложенная советским экономистом Н.Д. Кондратьевым.

## Математическая модель
Капиталистическое хозяйство характеризуется следующими динамическими параметрами:
{\displaystyle K} - национальный капитал,
{\displaystyle A} - количество самодеятельного населения,
{\displaystyle P_{1}} - производство средств производства,
{\displaystyle P_{2}} - производство предметов потребления,
{\displaystyle P} - общие размеры производства,
{\displaystyle E} - народный доход,
{\displaystyle l} - заработная плата,
{\displaystyle i} - процент на капитал,
{\displaystyle R} - сумма земельной ренты,
{\displaystyle S} - размеры накопления капитала.
Итого 10 основных величин, зависящих от времени {\displaystyle t}, из которых две, {\displaystyle K} и {\displaystyle A}, задаются по формулам (1) и (2), а остальные восемь определяются эндогенно по формулам (3)‒(10).
| {\displaystyle K={\frac {L_{k}}{1+C_{k}\cdot e^{-k\cdot t}}}} |  | (1)  |                                                |
| {\displaystyle A={\frac {L_{a}}{1+C_{a}\cdot e^{-a\cdot t}}}} |  | (2)  |                                                |
| {\displaystyle P_{1}=C+S}                                     |  | (3)  | уравнение производства средств производства    |
| {\displaystyle P_{2}=E-S}                                     |  | (4)  | уравнение, определяющее ход потребления        |
| {\displaystyle P=P_{1}+P_{2}}                                 |  | (5)  | уравнение, определяющее ход общих размеров ВВП |
| {\displaystyle E=m{\sqrt {A\cdot K}}}                         |  | (6)  | уравнение динамики народного дохода            |
| {\displaystyle l={\frac {\partial E}{\partial A}}}            |  | (7)  | уравнение заработной платы                     |
| {\displaystyle i={\frac {\partial E}{\partial K}}}            |  | (8)  | уравнение, определяющее динамику процента      |
| {\displaystyle R=i\cdot V}                                    |  | (9)  | уравнение суммы ренты                          |
| {\displaystyle S={\frac {dK}{dt}}}                            |  | (10) | уравнение, определяющее ход накопления         |

где
{\displaystyle L_{a},C_{a},a,L_{k},C_{k},k} - параметры, определяемые эмпирически,
{\displaystyle V} - ценность земли,
{\displaystyle m} - можно трактовать, как экзогенно заданный уровень техники в его количественном влиянии на хозяйство, который зависит от времени,
{\displaystyle C} - можно трактовать, как государственный заказ, государственные расходы.

## Теоретическая и практическая значимость
Смысл построенных и решенных уравнений состоит в том:
1. что взятые в общей форме они характеризуют общую тенденцию или общий закон изменения всех основных элементов хозяйственной жизни;
2. что после определения соответствующих параметров на основании конкретных данных конкретной страны, они позволяют определить закон тренда динамики хозяйства именно этой страны;
3. что в силу этого они позволяют установить, какую фазу развития проходит данная страна, находится ли она в стадии раннего подъема, расцвета или общего заката и стабилизации;
4. что они, соответственно, позволяют ставить общий прогноз на ход развития страны, разумеется, при предположении, что с ней не произойдет каких-либо катастроф;
5. наконец, значение найденных формул огромно для исследования не только тренда, но и различных циклов в ходе развития народного хозяйства[4][5].

## История создания модели
Модель изложена в письме от 5 сентября 1934 г., пересланном из Суздальского политизолятора. В письме от 21 июля 1934 г. Н.Д. Кондратьев высоко оценивал полученный результат, считая его в полном смысле слова открытием.